# AS-201
AS-201 (eller SA-201), var den første ubemandede testflyvning af et samlet blok 1 Apollo kommando/service-modul, og en Saturn IB-raket. Missionen blev fløjet d. 26. februar, 1966.
Rumfartøjet bestod af det andet blok 1 kommandomodul, og det første blok 1 servicemodul. Den suborbitale flyvning var en delvist succesfuld demonstration af SPS (Service Propulsion System), som er Apollo-servicemodulets raketmotor, og RCS Reaction Control System, som er Apollo kommando/service-modulets styreraketter. Missionen demonstrerede succesfuldt kommandomodulets evne til at trænge igennem atmosfæren fra LEO (Lavt jordkredsløb).
| Rumfart | Spire Denne artikel om rumfart er en spire som bør udbygges. Du er velkommen til at hjælpe Wikipedia ved at udvide den. |